# ويليام سترونج (سياسي أمريكي)
ويليام سترونج (بالإنجليزية: William Strong)‏ هو قاضي ومحامي وسياسي أمريكي، ولد في 15 يوليو 1817 في الولايات المتحدة، وتوفي في 10 أبريل 1887 في بورتلاند في الولايات المتحدة.